# 达尼亚滩 (佛罗里达州)
达尼亚滩（英語：Dania Beach），是美国佛罗里达州布劳沃德县下属的一座城市。建立于1904年。面积约为16.3平方公里（约合6.3平方英里）。根据2010年美国人口普查，该市有人口29,639人。论人口在本州排行第82。